# Nicolás Landauer
Nicolás Landauer (11 de novembro de 1981), é um velejador uruguaio que é medalhista dos Jogos Pan-Americanos. 

## Trajetória esportiva
Em 2019, o atleta conquistou a medalha de prata nos Jogos Pan-Americanos, na classe Formula kite. Ele completou a competição com 39 pontos perdidos, após 18 regatas classificatórias e 3 regatas da medalha.